# Valentín Pimstein
Valentín Pimstein (Santiago, 9 de agosto de 1925 – Santiago, 27 de junho de 2017) foi um produtor de telenovelas chileno, radicado no México, é considerado o pai da "novela rosa" mexicana, desenvolveu durante toda sua carreira um estilo diferente do também famoso Ernesto Alonso.

## Biografia
Valentin Pimstein é o sétimo filho de nove, de uma família de russos-judeus, proprietária de uma vidraria no Barrio Brasil. Sua fascinação pelas histórias românticas e melodramáticas nasce com o apoio de sua mãe, uma assídua consumidora de radionovelas e cinema mexicano, e se desenvolve de forma paralela com seu interesse pelo teatro.
Ao completar dezoito anos, Pimstein decide sair de seu país natal em busca de aventuras. Assim chega ao México, onde se torna assistente de direção de um estúdio cinematográfico durante o dia, e auxiliar de um clube noturno, onde conheceu Emilio Azcárraga Milmo, o proprietário da Televisa.
Graças a suas conexões com o cinema consegue trabalho na Televisa, onde criaria e produziria as primeiras telenovelas mexicanas, no começo da década de 60, sendo o produtor de grandes clássicos da televisão no gênero como "Mundo de juguete", "Viviana"´, "Colorina", "Vanessa", todas protagonizadas por Lucía Méndez, "Los ricos también lloran", primeira personagem protagonista de Verónica Castro, e Simplemente María, protagonizada pela já consagrada Victoria Ruffo.
Sabe-se que suas duas últimas produções para televisão foram as telenovelas protagonizadas por Thalía, Marimar e María la del barrio, mas seu nome não aparece nos créditos, foi ele mesmo que prestou assessoria às suas filhas Verónica Pimstein e a Angelli Nesma Medina, ambas produtoras para a realização destas duas telenovelas.
Em 1994, assumiu o cargo de vice-presidente de telenovelas da Televisa, passando a supervisionar o trabalho de um grupo de produtores jovens, entre os quais estavam sua filha Verónica, Juan Osorio, Angelli Nesma Medina, Lucero Suárez, Mapat de Zatarain, Pedro Damián, Ignacio Sada Madero, Nicandro Díaz González, Carla Estrada e Salvador Mejía Alejandre, hoje famosos por suas produções. Paralelamente, ocupou o cargo de Conselheiro da Presidência do consórcio televisivo.
Destas plataformas tentou levar a prestigiosos escritores chilenos à escrita de telesséries, como José Donoso, Antonio Skármeta e Sergio Vodanović.
No entanto, seus planos não deram certo com sua renúncia à Televisa no ano de 1997, depois de se ver obrigado a deixar seus altos cargos executivos na empresa, após a morte de Azcárraga Milmo e a consequente chegada de uma nova administração à Televisa.
Desde então, até sua morte, alternava residência entre Chile, Estados Unidos e Espanha. Era casado com Victoria Ratinoff, com quem teve três filhos, Víctor, Verónica e Viviana.

## Filmografia

### Produtor de telenovelas
| - María la del Barrio (1995/96) - Marimar (1994) - María Mercedes (1992) - Carrusel de las Américas (1992) - La pícara soñadora (1991) - Simplemente María (1989/90) - Carrusel (1989/90) - Rosa salvaje (1987/88) - Monte calvario (1986) - Vivir un poco (1986) - Los años pasan (1985) - Bianca Vidal (1985) - Principessa (1984) - Los años felices (1984) - Guadalupe (1984) - La fiera (1983) - Chispita (1983) - Amalia Batista (1983) - Déjame vivir (1982) - Vanessa (1982) - El hogar que yo robé (1981) - Soledad (1981) - Sandra y Paulina (1980) - Pelusita (1980) | - Colorina (1980) - Ambición (1980) - Verónica (1979) - J.J. Juez (1979) - Los ricos también lloran (1979) - Lágrimas negras (1979) - El cielo es para todos (1979) - Ladronzuela (1978) - Mamá campanita (1978) - Viviana (1978) - Doménica Montero (1978) - Gotita de gente (1978) - Muñeca rota (1978) - Rina (1977) - Humillados y ofendidos (1977) - La venganza (1977) - Mi hermana la nena (1976) - Barata de primavera (1975) - Pobre Clara (1975) - Mundo de juguete (1974) - Siempre habrá un mañana (1974) - Ha llegado una intrusa (1974) - Mi rival (1973) - Los que ayudan a Dios (1973) | - El honorable Sr. Valdés (1973) - Amaras a tu prójimo (1973) - Aquí está Felipe Reyes (1972) - El amor tiene cara de mujer (1971) - La recogida (1971) - El mariachi (1970) - Encrucijada (1970) - Yesenia (1970) - Angelitos negros (1970) - La gata (1970) - Cadenas de angustia (1969) - La familia (1969) - Rosario (1969) - Una plegaria en el camino (1969) - Rubi (1968) - Cruz de amor (1968) - Fallaste corazón (1968) - Mariana (1968) - Aurelia (1968) - Chucho el roto (1968) - Un ángel en el fango (1967) - Incertidumbre (1967) - El cuarto mandamiento (1967) - Obsesión (1967) | - Las víctimas (1967) - El usurpador (1967) - Angustia del pasado (1967) - Anita de Montemar (1967) - La duquesa (1966) - Cita en la gloria (1966) - El ídolo (1966) - Vértigo (1966) - El corrido de Lupe Reyes (1966) - María Isabel (1966) - La sembradora (1965) - Siempre tuya (1964) - Corona de lágrimas (1964) - Central de emergencia (1964) - Pablo y Elena (1963) - Lo imperdonable (1963) - Madres egoístas (1963) - La culpa de los padres (1963) - La mesera (1963) - El secreto (1963) - El profesor Valdez (1962) - Elena (1961) - Cuando se quiere se quiere (1959) - Gutierritos (1958) |

### Produtor de filmes
- Napoleoncito (1964)
- Bala perdida (1960)
- Vivir del cuento (1960)
- Las tres pelonas (1958)
- The Living Idol (1957)